# M101
M101 (NGC5457, „Галактиката Въртележка“) е фронтално разположена спирална галактика, на 27 млн. св.г. от Земята, в съзвездието Голяма мечка.
Открита е от Пиер Мешен през 1781 и по-късно е включена от Шарл Месие в неговия каталог.
На 28 февруари 2006, НАСА и ЕКА публикуват изображение на галактиката, с голяма разделителна способност, получено от наслагването на 51 изображение от Хъбъл, както и няколко наземни изображения..

## Структура и размери
М101 е сравнително голяма галактика, с диаметър около 170 000 св.г., което е два пъти повече от Млечния път. Важна особеност на галактиката са нейните многобройни области от йонизиран водород (HII-области), които се свиват под действието на собствената си маса. Тези области са потенциални звездни ясли.. Такива области често съдържат многобройни популации млади сини звезди, които придават характерния син цвят на тези области. Асиметричната форма на галактиката вероятно се дължи на неотдавнашна галактична колизия, която е засилила плътностните вълни в спиралните ръкави на галактиката и е ускорила процесите на звездообразуване

## Хипернови
Някои източници идентифицират останки от хипернови в М101, но по-обстойни изследвания опровергават тази хипотеза. Все пак, наблюдения в близката рентгенова област откриват източници, с повърхностни температури от 1-4 млн. келвина, които може да са нов клас средномасивни черни дупки.

## Спътници
М101 има няколко спътника, чиието гравитационно взаимодействие допринася за красивата ̀и структура: NGC 5204, NGC 5474, NGC 5477, NGC 5585, и Holmberg IV.

## Галерия
- Изображение във видима светлина
- M101 от Томас Уестърхоф